# تشارلز هايز (سياسي)
تشارلز هايز (بالإنجليزية: Charles Hayes)‏ هو نقابي وسياسي أمريكي، ولد في 17 فبراير 1918 في الولايات المتحدة، وتوفي في 8 أبريل 1997 بشيكاغو في الولايات المتحدة بسبب سرطان الرئة. حزبياً، نشط في الحزب الديمقراطي. في انتخابات مجلس النواب الأمريكي 1990 ‏، انتخب عضو مجلس النواب الأمريكي عن دائرة Illinois's 1st congressional district ‏ وقد انضم خلال فترته النيابية ‏ (3 يناير 1991 – 3 يناير 1993)  للكتلة البرلمانية الحزب الديمقراطي وانتخب عضو مجلس النواب الأمريكي.